# Eamon Sullivan
Eamon Sullivan (ur. 30 sierpnia 1985 w Perth) – australijski pływak specjalizujący się w stylu dowolnym, medalista olimpijski i mistrzostw świata, były rekordzista świata na 50m i 100m stylem dowolnym.
Eamon był związany z Stephanie Rice, australijską pływaczką. Para rozstała się po Igrzyskach Olimpijskich w 2008 w Pekinie.

## Rekordy świata
| Data             | Miejsce | Basen      | Konkurencja           | Rezultat      | Status                                 |
| ---------------- | ------- | ---------- | --------------------- | ------------- | -------------------------------------- |
| 17 lutego 2008   | Sopac   | 50-metrowy | 50 m stylem dowolnym  | 00:21.56 min. | do 23 marca 2008 Alain Bernard         |
| 27 marca 2008    | Sydney  | 50-metrowy | 50 m stylem dowolnym  | 00:21.41 min. | do 28 marca 2008 Alain Bernard         |
| 11 sierpnia 2008 | Pekin   | 50-metrowy | 100 m stylem dowolnym | 00:47.24 min. | do 13 sierpnia 2008 Alain Bernard      |
| 28 marca 2008    | Sydney  | 50-metrowy | 50 m stylem dowolnym  | 00:21.28 min. | do 26 kwietnia 2009 Frédérick Bousquet |
| 13 sierpnia 2008 | Pekin   | 50-metrowy | 100 m stylem dowolnym | 00:47.05 min. | do 30 lipca 2009 César Cielo           |